# Ohlin-rapporten
Ohlin-rapporten var en rapport utarbetad av en grupp av experter, ledda av Bertil Ohlin, från Internationella arbetsorganisationen. Rapporten skapades år 1956. Tillsammans med Spaak-rapporten skapade den grunden för Romfördragen och skapandet av Europeiska ekonomiska gemenskapen.